# Mas Bellatriu
El Mas Bellatriu és una masia d'Argentona (Maresme) protegida com a Bé Cultural d'Interès Local.

## Descripció
Aquesta masia consta de dos cossos units, tot i que la part principal de l'edificació és de tres cossos paral·leles a la façana, de planta baixa i pis, amb teulada a dues aigües i carener paral·lel a la façana.
Destaca el portal d'entrada amb brancals de pedra amb pemòdols i llinda de fusta, del segle xvi, a més tres obertures amb brancals de pedra i llinda de fusta a l'entrada.
La masia ha estat molt modificada, a nivell de planta baixa i sobretot el pis.